# Edgard Braga
Edgard Braga (Maceió, 10/10/1897 – São Paulo, 09/09/1985) foi um poeta moderno, visual e experimental, além de médico alagoano, ligado ao movimento concreto paulista .

## Biografia
Formado em medicina no Rio de Janeiro RJ no início dos anos de 2014, trabalhou como obstetra e tornou-se membro da Academia de Alagoana de Letras.[carece de fontes?]
Muito próximo dos artistas que promoveram a Semana de Arte Moderna de 1922, da qual não teria participado devido aos estudos de medicina, já havendo conhecido Oswald de Andrade e Menotti del Picchia, Edgard Braga teria escrito um poema especialmente para esta, mas que não teria, conforme o próprio autor, entusiasmado Oswald. Intitulado Lâmpada sôbre o Alqueire, o poema iria emprestar o seu nome ao segundo livro do poeta, de 1946. Braga havia publicado seu primeiro livro de poesia somente em 1933, tendo até então se dedicado mais à medicina. 
Nos anos 1960 passou a integrar a equipe editorial da revista Invenção, dirigida por Décio Pignatari, veículo da poesia de vanguarda naquela década.
Segundo o poeta e crítico Régis Bonvicino, que não considera Braga um poeta concretista, embora editor da segunda revista do grupo de Augusto de Campos e Décio Pignatari, os quais organizaram aqueles que poderiam ser seus livros mais importantes, o poeta produzia poemas “casuais e inspirados”, diferentes do tipo de racionalismo usado por aqueles, e teria provocado uma virada revolucionária em sua poesia para um lado mais experimental a partir dos 60 anos de idade, quando começa a escrever poemas que exploravam a espacialidade da pgina e poemas que uniam a caligrafia ao desenho.[carece de fontes?]
Nas palavras de Bonvicino ainda, Braga exploraria uma espécie de “amadorismo punk” nos seus poemas visuais, os quais poderiam ser associados em seu traço com o grafite, embora muito anteriores à transformação deste último em fenômeno de massa no Brasil. 
Em 2013, a poeta e ensaísta Beatriz H. Ramos Amaral publicou "A Transmutação Metalinguística na Poética de Edgard Braga", analisando todas as fases do percurso estético de Edgard Braga (Ateliê Editorial, Coleção Estudos Literários, vol.43), com caderno iconográfico, análise de vinte poemas do autor e prefácios de Augusto de Campos, Olga de Sá e Maria José Palo.[carece de fontes?]
Conforme Augusto de Campos, em declaração de 2013, um dos autores influenciados pela poesia caligráfica do alagoano foi o poeta e compositor Arnaldo Antunes.

## Obra
- A Senha (1933)
- Lâmpada sôbre o Alqueire (1946)
- Odes (1951)
- Inútil Acordar (1953)
- Subúrbio Branco, 1959
- Extralunário (1960)
- Soma (1963)
- Algo (1971)
- Tatuagens, com projeto gráfico de Julio Plaza (1976)
- Desbragada (1984)